# Malgaches
En français, les Malgaches sont : 
- selon la Constitution de Madagascar, le droit du sol et le droit international, les citoyens de la République de Madagascar, en malgache : Madagasikara, et eux seuls quelles que soient leurs langues, origines et traditions culturelles[1] ;
- selon la définition ethnique, le droit du sang et l'appartenance linguistique et culturelle, le groupe ethnique qui s'auto-désigne en malgache : Malagasy ; c'est un peuple de langue austronésienne, parlant le malgache, la plus occidentale des langues malayo-polynésiennes.

L'ethnie malgache se compose de deux sous-groupes : les habitants des « Hauts-Plateaux » : Mérinas, Sihanakas, Betsileos, des plateaux du centre de Madagascar autour d'Antananarivo, d'Alaotra et de Fianarantsoa ; et les peuples « côtiers » partout ailleurs à Madagascar. Cette répartition prend racine dans l'origine ethnique de ces deux sous-groupes. Alors que les habitants des « hauts plateaux » descendent de migrants austronésiens originaires de Bornéo, arrivés entre le IIIe et le Xe siècle de notre ère et qui ont établi un réseau de principautés dans les Hauts-Plateaux, les « côtiers », descendent de migrants est-africains qui ont établi des royaumes tout au long des côtes, jusqu'alors relativement peu peuplées. Les différentes vagues successives de populations venant de tout le pourtour de l'océan Indien se sont ensuite greffées sur ce fonds commun et, dans chaque région, le mélange des nouveaux arrivants avec les premiers habitants austronésiens (Vazimbas et Vézos), aboutit à la diversité actuelle.
Malgré les différences visibles phénotypiquement, la génétique montre que le fonds austronésien est communément partagé à des degrés variables selon les régions et il est également culturellement très prégnant (langue commune, traditions culinaires communes telles que le riz au bœuf ou le riz au poisson, polyphonie et signature rythmique communes en musique, etc.)

## Origines

### Origine austronésienne commune à toute l'île: lesVahoaka Ntaolo:VazimbaetVezo(ca2000 av J.-C. - 700)

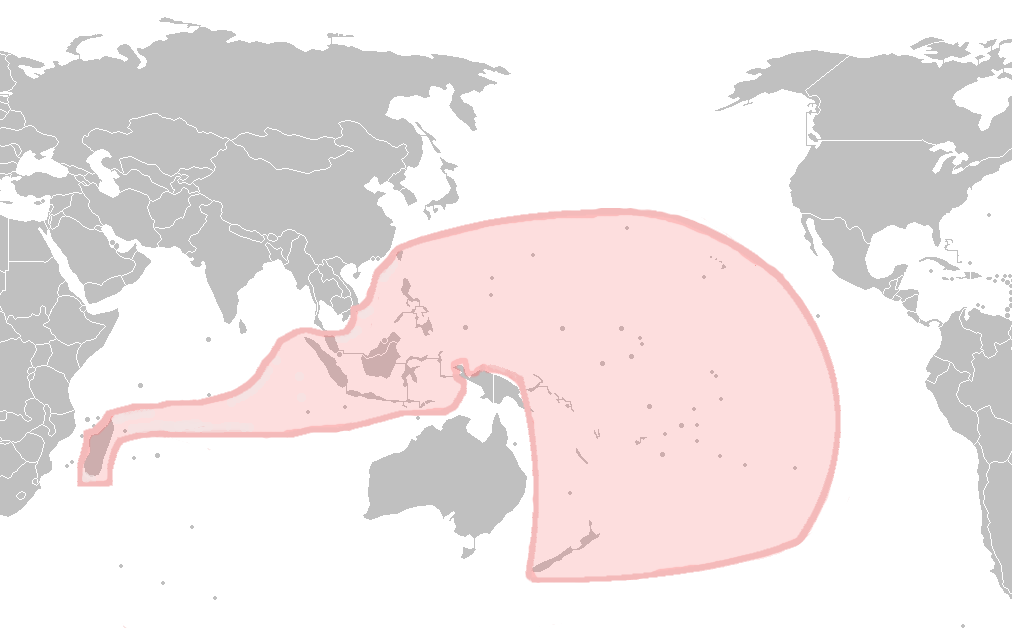
Carte de l'expansion des austronésiens.

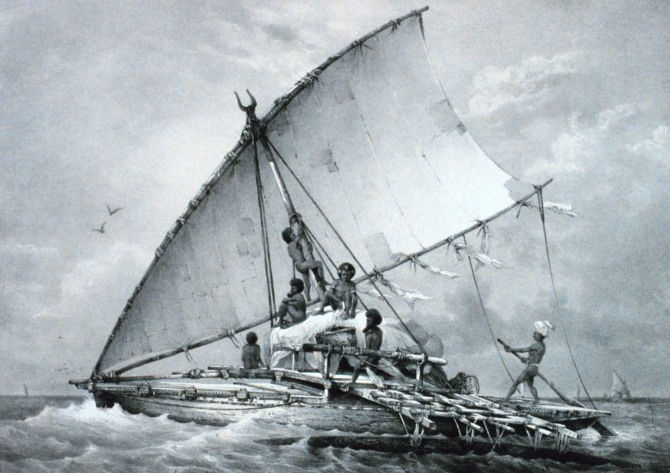
Waka – « canoë à balancier » austronésien qui a donné au malgache le mot vahoaka-le « peuple », du proto-austronésien *va-waka – « ceux des canoës », « peuple de la mer ».

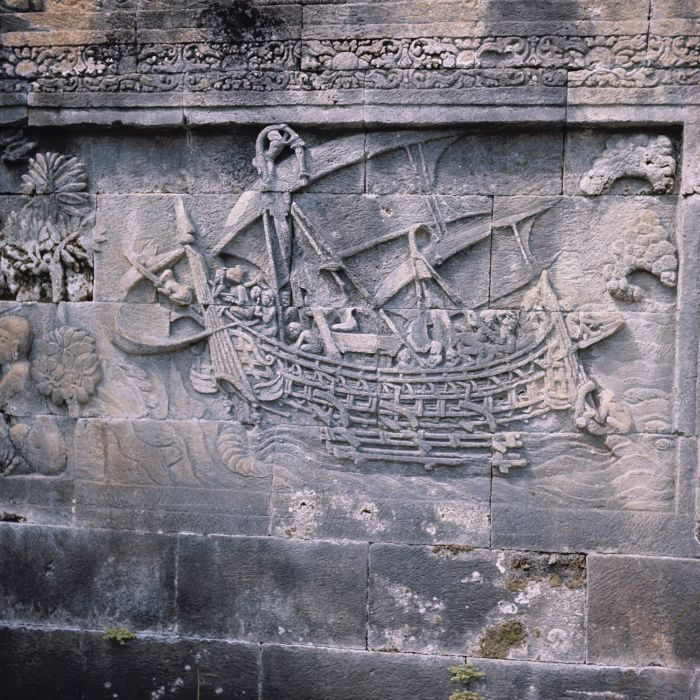
Bas-relief du temple de Borobudur (VIIIe siècle) dans le centre de Java en Indonésie, montrant un bateau à balancier typique de la technologie navale austronésienne.

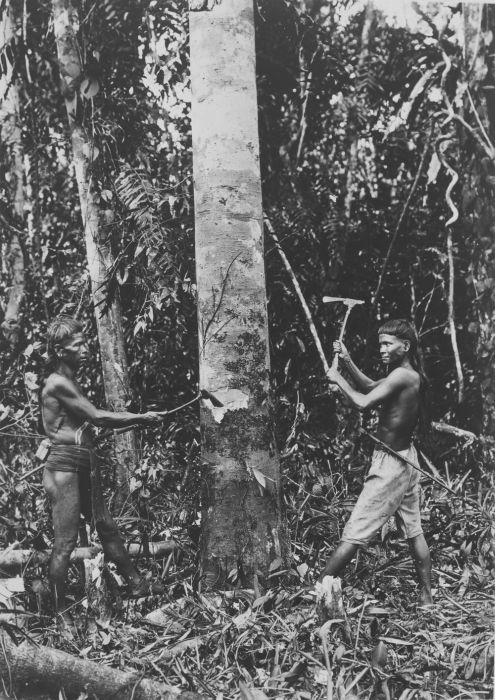
Vaγimba – « ceux de la forêt » en proto-barito du Sud-Est (ancienne langue austronésienne dont la branche moderne dite « barito oriental » regroupe le malgache et des langues parlées par des peuples Dayaks du bord du fleuve Barito à Bornéo (Kalimantan du Sud) : ma'anyan, dusun deyah, dusun malang, dusun witu et paku). (Photo Wikicommons : Dayak de Borneo)

Les nombreuses recherches pluridisciplinaires récentes - archéologiques , génétiques, linguistiques  et historiques  - confirment toutes que l'ensemble du peuple malgache est primordialement d'origine austronésienne de l'archipel indonésien,.
- génétiquement, un vieux « motif polynésien » (ADN mitochondrial/haplogroupe B/sous-groupe B4a1a1a2) commun et unique au monde a été décelé au sein de différentes ethnies malgaches distantes géographiquement et endogames historiquement tels que les Vezo et  les Andriana Merina[9] (cette altération du « motif polynésien » d'origine, commune et propre aux malgaches, a été baptisé « motif malgache » par les chercheurs en génétique) ;
- linguistiquement, le lexique du malgache est composé de 90 % de vocabulaire austronésien ;
- sur le plan morphologique, enfin, cette origine Sud-Est asiatique première des Malgaches explique les caractéristiques xanthodermes communes à toute la population de l'île, déjà décelées en 1940 par le Professeur A. R. Ratsimamanga [10], de même que le  « pli épicanthal » de la paupière supérieure (epicanthic fold) présent chez certains malgaches.

Ce peuple originel (vahoaka ntaolo en malgache) austronésiens que l'on peut appeler les « protomalgaches » (du grec protos – « premier ») est à l'origine :
- de la langue malgache commune à toute l'île : une langue  issue du proto-austronésien, appartenant à la branche proto-malayo-polynésienne (proto-MP) et à la sous-branche proto-Sud-Est Barito (proto-SEB) qui partage ces mêmes bases anciennes communes avec les langues dayak actuelles du groupe barito de Bornéo Sud telles que le ma'anyan, dusun deyah, dusun malang, dusun witu et paku actuels[11] ;
- de tout le fonds culturel malgache commun à tous les Autronésiens, des îles du Pacifique à l'Indonésie, en passant par la Nouvelle-Zélande et les Philippines : coutumes anciennes (comme celle d'ensevelir les défunts dans une pirogue au fond de la mer ou d'un lac), agriculture ancienne (la culture du taro-saonjo, de la banane-akondro, de la noix de coco-voanio et de la canne à sucre-fary qui est originaire de l'île de Nouvelle Guinée), l'architecture traditionnelle (maison levu végétale à base carrée sur pilotis), la musique (les instruments comme la conque marine antsiva, le tambour de cérémonie hazolahy, le xylophone atranatrana, la flûte sodina ou encore la cithare valiha) et la danse (notamment la « danse des oiseaux » que l'on retrouve à la fois au centre et dans le Sud)[12].

Au tout début du peuplement, appelée « période paléomalgache », les Ntaolo se subdivisèrent, selon leurs choix de subsistance, en deux grands groupes : les Vazimbas (de *ba/va-yimba-« ceux de la forêt », de *yimba-« forêt » en proto Sud-Est Barito (SEB), aujourd'hui barimba ou orang rimba en malais) qui s'installèrent - comme leur nom l'indique - dans les forêts de l'intérieur et les Vézos (de *ba/va/be/ve-jau, « ceux de la côte » en proto-Malayo-Javanais, aujourd'hui veju en bugis et bejau en malais, bajo en javanais) qui restèrent sur la côte Ouest.
Le qualificatif Vazimba désignait donc à l'origine les Ntaolo chasseurs et/ou cueilleurs qui décidèrent de s'établir « dans la forêt », notamment dans les forêts des hauts plateaux centraux de la Grande Île et celles de la côte Est et Sud-Est, tandis que les Vezo étaient les Ntaolo pêcheurs qui restèrent sur les côtes de l'Ouest et du Sud (probablement les côtes du premier débarquement).
Notons ici un débat fondamental parmi la communauté des chercheurs : le mot vazimba étant un qualificatif austronésien désignant les « habitants de la forêt » d'une manière générale (y compris les Austronésiens eux-mêmes qui s'installèrent dans les forêts), il n'est pas à exclure que d'autres hominidés vazimba aborigènes, de type homme de Florès par exemple, aient habité dans les forêts de Madagascar des dizaines - voire des centaines - de milliers d'années avant l'arrivée des vazimba austronésiens. Quelques-uns ont peut-être encore existé à l'arrivée des vahoaka ntaolo austronésiens au premier millénaire avant notre ère. Ceci pourrait expliquer le mythe des « petits hommes/nains primaires de la forêt » que les vahoaka ntaolo austronésiens - ancêtre de la majorité des malgaches actuels - auraient rencontrés et assimilés (ou peut-être anéantis) à leur arrivée. Les preuves irréfutables sous-tendant ce mythe manquent encore aujourd'hui. Seuls l'archéologie et la génétique pourront les apporter. Enfin, il n'est pas à exclure non plus que le mythe des « vazimba-petits hommes/nains » ait été emmené par les Austronésiens à partir des îles où ils habitaient auparavant, auquel cas ce mythe pourrait effectivement concerner les hominidés de type « Florès » ou Négrito (orang asli en malais). Ces derniers, de petite taille, ont en effet habité les forêts des îles de la Sonde bien avant l'arrivée des Austronésiens et y sont considérés comme étant les peuples aborigènes. On sait par exemple que le mythe de l'ogre « Trimo be - mangeur d'enfant » est un conte emmené par les Austronésiens et parle en fait du tigre (de * (t)rimu, « tigre » en proto-MP) qui habite les forêts des îles de la Sonde. Le mythe des « petits nains vazimba » pourrait avoir subi un voyage similaire.
Des simulations sur ordinateur de la navigation entre l'Indonésie et Madagascar permettent de comprendre les itinéraires possibles qui ont amené à la colonisation de Madagascar par des Austronésiens à partir du début de notre ère. Les Maldives, et dans une moindre mesure les Chagos voisines, étaient une escale probable sur la route de Madagascar, aussi bien depuis Sumatra que depuis le sud de l'Inde et Sri Lanka, où des marins et marchands javanais et malais se rendaient pour le commerce.
Quant à la cause de la venue de ces Austronésiens, l’histoire de l'océan Indien du début du premier millénaire de notre ère est encore très mal connue. On peut seulement supposer que l’île de Madagascar joua un rôle important dans le commerce, notamment celui des épices, entre l’Asie du Sud-Est et le Moyen-Orient, directement ou via les côtes africaines. Il se peut notamment que ces vahoaka ntaolo aient en particulier recherché du bois solide pour construire leurs canoës, tel le vintana (un nom que l'on trouve encore aujourd'hui dans le vinta des canoës Bajau, homonyme contemporains des Vezo).

### Immigrations néo-austronésiennes, bantous, perses et arabes (700-1600)
Dès le milieu du premier millénaire jusqu'à 1600 environ, les Vazimba de l'intérieur autant que les Vezo des côtes accueillirent de nouveaux immigrants moyen-orientaux (Perses Shirazi, Arabes Omanites, Juifs arabisés), africains (Bantous) et orientaux (Indiens Gujarati, Malais, Javanais, Bugis et Orang Laut) voire européens (Portugais) qui s'intégrèrent et s'acculturèrent à la société Vezo et Vazimba, souvent par alliance matrimoniale.
Bien que minoritaires, les apports culturels, politiques et technologiques de ces nouveaux arrivants à l'ancien monde Vazimba et Vezo modifièrent lentement mais substantiellement leur société et seront à l'origine des grands bouleversements du XVIe qui conduiront à l'époque féodale malgache.
Le brassage avec les pasteurs-agriculteurs Bantous africains du Moyen Âge, par exemple, explique les nombreux superstrats bantous swahilis dans la langue proto-austronésienne des Vazimbas, notamment le vocabulaire domestique et agraire (exemples : le bœuf « omby » du swahili ngumbe, l'oigon « tongolo » du swahili kitungu, la marmite malgache « nongo » vient de nungu en swahili)
Les clans néo-austronésiens (Malais, Javanais, Bugis,Toraja et Orang Laut), quant à eux, historiquement et globalement - sans distinction de leur île d'origine - dénommés les Hova (de uwa-« homme du peuple », « roturier » en vieux bugis), ont, selon les traditions orales, débarqué au Nord et à l'Est de l'île. Selon l'observation des linguistes au sujet des emprunts aux vieux malais (sanscritisé), vieux javanais (sanscritisé) et vieux bugi du Moyen Âge dans le fonds de vocabulaire proto-austronésien (proto-SEB) originel, les premières vagues hova sont arrivées au VIIIe siècle au plus tôt.
Diplomates, officiers, savants, commerçants ou simples soldats, certains alliés aux marins Orang Laut ou Talaut (Antalaotra en malgache), ces hova étaient probablement issus des thalassocraties indonésiennes. Leurs chefs, connus sous le nom des diana ou andriana ou raondriana (de (ra)hadyan : « seigneur » en ancien javanais, aujourd'hui raden et qu'on retrouve également encore dans le titre de noblesse andi(an) chez les Bugis), se sont, pour la plupart, alliés aux clans vazimba :
1. au nord-ouest dans la région de l'actuel Ankoala (du malais/de l'indonésien kuala-« estuaire ») où les hova Orang Laut (Antalaotra en malgache) avaient probablement établi leur base pour les actions dans l'océan Indien.
2. sur la côte Est (Betsimisaraka) où les chefs hova étaient également appelés Filo be.
3. au sud-est où les dynasties hova Zafiraminia et Zafikazimambo notamment qui fondèrent les royaumes Antaisaka, Antaimoro, Antambahoaka, etc.
4. à l'ouest : la dynastie Maroserana(na) qui fonda le royaume Sakalava est elle-même issue des Zafiraminia de la côte Est.
5. au centre où les alliances répétées des chefs (andriana) des hova (tels qu'Andrianerinerina et Andriantomara et leurs descendants) avec les chefs des clans vazimba (tels que Rafandrana et, plus tard, Rabiby et leurs descendants) durant tout le début du second millénaire fut à l'origine du Royaume Merina (fondé à Ambohidrabiby par la dynastie de Ralambo) ainsi que du royaume Betsileo.

## Génétique
Des études génétiques récentes sur les Malgaches ont montré que leurs ancêtres étaient africains et asiatiques. Trois ethnies malgaches, les Antemoros, les Vézos et les Mikeas, ont environ 70 % d'ascendance africaine et 30 % d'ascendance asiatique. Dans une étude récente menée à l'échelle de l'île, les proportions de chromosomes Y , . selon l'étude (70,7 contre 20,7 ou 51 % contre 34 %). Cependant, les lignées d'ADNmt, transmises de la mère à l'enfant, sont à l'opposé (42,4 % d'origine africaine contre 50,1 % d'origine est-asiatique),,. Le chromosome Y exclusivement masculin des fréquences paternelles d'Asie de l'Est/Sud-Est telles que l'haplogroupe O-M175 varie de 45 % chez les Antalaotra, 16 % chez les Ampanabaka, 5 % chez les Anteony. En revanche, l'haplogroupe masculin africain tel que E1b1a1 constituait 76 % de la diversité génétique des Ampanabaka, mais seulement 7 % chez les Antalaotra et 12 % chez les Anteony.
Dans une étude de 2010, la fréquence des motifs polynésiens (haplotype B4a1a1a) variait entre trois groupes ethniques : 50 % chez les Merinas, 22 % chez les Vezos et 13 % chez les Mikeas. Deux autres mutations (1473 et 3423A) ont été trouvées chez tous les porteurs de motifs polynésiens de Madagascar, d'où le nom de « motif malgache ».
La population asiatique la plus proche génétiquement des Malgaches sont les Banjars, peuple de la partie méridionale de la région de Kalimantan, au sud-est de Bornéo,.

## Religion
Environ 75 % des Malgaches sont chrétiens (divisés presque également entre protestants et catholiques) et plus de 20 % n'ont pas de religion ou pratiquent toujours la religion traditionnelle, qui tend à souligner les liens entre les vivants et les morts.
Outre le culte des ancêtres, des religions animistes sont également présentes sur l'île et des croyances ancestrales (que les membres du clergé considèrent comme des superstitions) restent très présentes dans toutes les confessions.
L'islam a été apporté sur l'île au Moyen Âge par les arabes et les commerçants somaliens musulmans qui ont créé plusieurs écoles islamiques le long de la côte orientale. Bien que l'astrologie arabe se soit propagée à travers l'île, la religion musulmane a peu essaimé, sauf dans une poignée de localités côtières du sud-est. Aujourd'hui, les musulmans représentent environ 1 % de la population de Madagascar et sont largement concentrés dans les provinces du nord-ouest de Mahajanga et d'Antsiranana (Diego Suarez).
Des Juifs arabisés existaient dès le moyen-âge dans les principaux ports, mais sont progressivement passés à l'islam (ma'amīnīm). Un projet antisémite du régime nazi envisageait de déporter les Juifs d'Europe à Madagascar mais a finalement été remplacé par la « Solution finale ». Des Juifs français furent présents parmi les colons français, mais en 2017, il n'existe qu'une petite communauté juive d'environ 120 personnes et trois rabbins. En 2020 un rabbin d'origine belge a recréé une yeshiva sur l'île.

## Diaspora
Des Malgaches des régions côtières étaient jadis utilisés comme esclaves dans les royaumes féodaux de l'intérieur et faisaient aussi partie des Africains razziés dans la traite orientale de l'empire omanais et dans la traite négrière atlantique des XVIIIe siècle et XIXe siècle siècles. On trouve des descendants d'esclaves malgaches dans la péninsule arabique, en Malaisie, en Indonésie, dans toute l'Amérique et en particulier au Pérou.
Il existe une grande communauté malgache en France, estimée à 140 000 personnes : c'est la plus nombreuse communauté d'Afrique subsaharienne en France. Cette communauté est surtout installée dans l'île de La Réunion et à Mayotte.